# (6892) Lana
(6892) Lana ist ein Asteroid des Hauptgürtels, der am 7. November 1978 von den US-amerikanischen Astronomen Eleanor Helin und Schelte John Bus am Palomar-Observatorium (IAU-Code 675) in Kalifornien entdeckt wurde.
Der Asteroid wurde am 9. Juni 2017 nach dem italienischen Jesuitenpater Francesco Lana Terzi (1631–1687) benannt, der bereits 1670 einen Entwurf für ein Luftschiff verfasste und die Idee zu einer Blindenschrift entwickelte.